# Plaketten und Gedenktafeln an Häusern in Düren
In Düren, Nordrhein-Westfalen, gibt es viele Plaketten und Gedenktafeln an Häusern.
In der Stadt Düren gibt es eine Vielzahl von bedeutenden Persönlichkeiten, wie die Liste von Persönlichkeiten der Stadt Düren aufzeigt. Sie wurden entweder in der Kreisstadt geboren oder waren eine Zeit lang deren Einwohner oder Bürger. Ihrem Gedenken sind Schrifttafeln an den Wohnhäusern oder den Stätten ihres Wirkens gewidmet. Sie sind in Stein gehauen oder aus Metall gegossen. In manchen sind reliefartige Gesichter zu sehen.

## Steinweg 9
An diesem Haus befindet sich eine Tafel mit folgendem Text:
Zur Erinnerung an den Volkswirtschaftler Hermann Heinrich Gossen, *7.9.1810 in Düren, † 13.2.1858 in Köln
Die Heinrich-Gossen-Straße in der Dürener Innenstadt trägt seinen Namen.

## Weierstraße 11

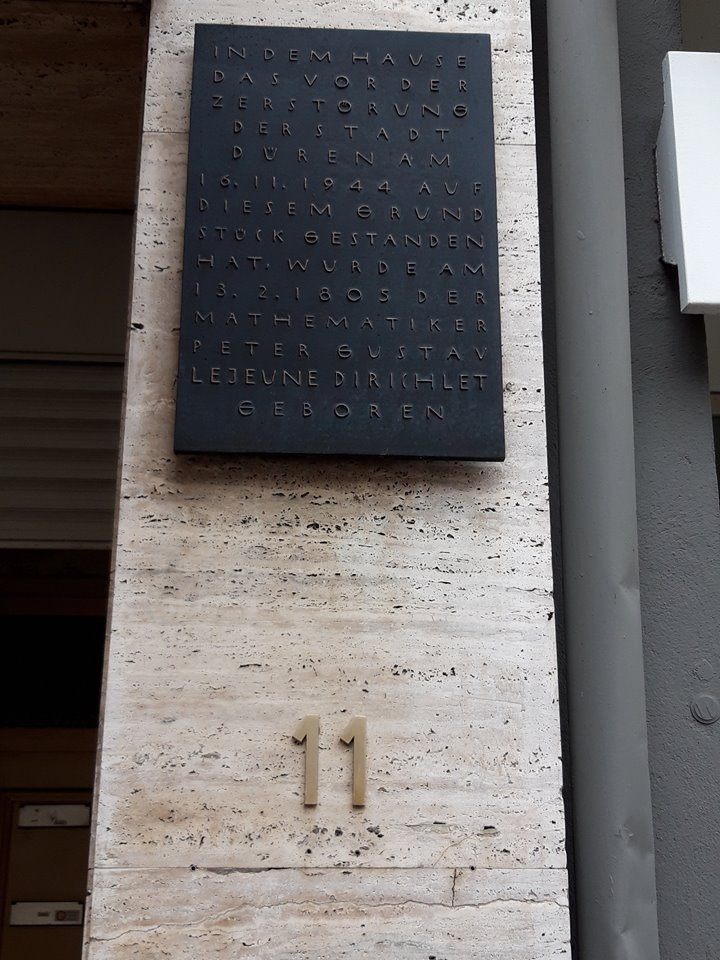
Gedenktafel am Haus Weierstraße 11

An den Mathematiker Peter Gustav Lejeune Dirichlet erinnert folgende Gedenktafel am Haus:
In dem Haus, das vor der Zerstörung der Stadt Düren am 16.11.1944 auf diesem Grundstück gestanden hat, wurde am 13.2.1805 der Mathematiker Peter Gustav Lejeune Dirichlet geboren
Der Dirichletweg, abzweigend von der Heinrich-Gossen-Straße wurde nach ihm benannt.

## Kölnstraße 12
Hier wird mit einer Tafel an Adolph Kolping erinnert.
An dieser Stelle stand das Haus, in dem Adolf Kolping, der Gesellenvater, von 1830 bis 1831 als Schumachergeselle arbeitete

## Josef-Schregel-Straße 40
Auf einen weiteren berühmt gewordenen Bürger der Stadt weist eine Plakette an diesem Haus hin. Erschaffen wurde die Gedenktafel von dem Künstler Rudolf Peer.
Zur Erinnerung an den Komponisten Prof. H. C. Max von Schillings * 19.4.1868 in Düren † 24.7.1933 in Berlin
Im Dürener Stadtteil Gürzenich ist die Hauptdurchgangsstraße in Schillingsstraße benannt worden.

## Oberstraße 22
Dem Andenken eines verdienstvollen Bürgermeisters ist folgende Tafel gewidmet:
Das "Haus zum Rad" trug seit Napoleon die Hausnummer 212, später Oberstraße 22. Es wurde beim Luftangriff am 16. November 1944 zerstört. In diesem Haus wurde am 5. April 1786 Thomas Josef Heimbach geboren. Er hatte hier im Jahre 1811 die Filztuchfabrik gegründet, die noch heute seinen Namen trägt und sich ausschließlich im Familienbesitz befindet. Er war Bürgermeister der Stadt Düren vom 3. Nov. 1848 bis zu seinem Tode am 29. März 1853. Ihrem Gründer dankt die Firma mit dieser Gedenktafel im 150. Jahre ihres Bestehens

## Markt 26
Auf das Geburtshaus des Dürener Mundartdichters Joseph van der Giese weist eine Gedenktafel hin:
Zur Erinnerung an den Heimatdichter Christian Joseph van der Giese  * 3.3.1803  † 3.8.1850 in Düren
In der Innenstadt wurde die van-der-Giese-Straße nach dem Mundartdichter benannt.

## Josef-Schregel-Straße 40
Auf den wohl bekanntesten Dürener Heimatdichter weist folgende Tafel hin:
In diesem Haus lebte und wirkte der Heimatdichter und Ehrenbürger der Stadt Düren Josef Schregel von 1899 bis 1944
Die ehemalige Bahnhofstraße wurde in Josef-Schregel-Straße umbenannt.

## Anna-Kirche
Im Chorgestühl der Annakirche stehen die Stifterfiguren von Gebhard von Mansfeld und Wilhelm (Jülich-Kleve-Berg). Die Holzfiguren weisen auf die Wohltäter der Stadt hin.

## Girbelsrather Straße 35
Zu den größten Wohltätern der Stadt zählt der Kaufmann Rudolf Schenkel.
Dieses Haus ist dem Andenken des Stifters und Wohltäters Rudolf Schenkel geb. 1770 gest. 1847 gewidmet
Eine der Hauptverkehrsstraßen in der Dürener Innenstadt wurde Schenkelstraße benannt.

## Girbelsrather Str. 37
Lucia Katharina Schenkel (1774–1862) war, genauso wie ihr Mann Rudolf, eine Wohltäterin der Stadt. Auf der Gedenktafel steht folgende Inschrift:
Dieses Haus ist dem Andenken der Stifterin und Wohltäterin Lucia Kath. Schenkel geb. Schoeller * 1774 † 1862 gewidmet

## Girbelsrather Str. 113
Clara zum Schlüssel (1770–1847) war die größte Wohltäterin des Franziskanerklosters (Marienkirche). Die Gedenktafel hat folgende Inschrift:
Dieses Haus ist dem Gedenken der grossen Wohltäterin Dürens und des Klosters Bethanien Clara zum Schlüssel 1599-1672 gewidmet.

## Leopold-Hoesch-Museum
In der Eingangshalle des Leopold-Hoesch-Museums steht eine Kartusche. Sie hat folgende Inschrift:
Dem Andenken unseres Vaters Geh. Commerz.Rat Leopold Hoesch errichtet 1905

## Merzenicher Straße 86
An Eduard Hoesch, einen Vetter Leopold Hoeschs, erinnert eine Tafel:
Dieses Haus ist dem Andenken des Stifters und Wohltäters Eduard Hoesch * 1821 † 1894 gewidmet

## Robert-Koch-Straße 8 und Kölner Landstraße 107
An die Brüder Gustav Hoesch und Viktor Hoesch wird mit Tafeln an den beiden Häusern erinnert. Sie haben folgende Inschrift:
Dieses Haus ist dem Andenken des Stifters und Wohltäters Gustav Hoesch * 1818 † 1885 gewidmet
Dieses Haus ist dem Andenken des Stifters und Wohltäters Viktor Hoesch * 1824 † 1888 gewidmet

## Merzenicher Straße 84
Die Schenkungen an den Freiwilligen Armenverein flossen in einen Fonds, dessen Grundstein eine Stiftung aus dem Jahre 1536 bildet. Dem Andenken des Stifters gilt eine Tafel am Haus.
Steufmehl-Haus  Simon Steufmehl, Dürener Bürger, Vikar an St. Anna, Stifter einer Spende  -1536-

## Robert-Koch-Straße 5
Der 1472 in Drove geborene Hildebrand von Weworden setzte sich besonders für die Hausarmen ein. Er war Pfarrer von St. Anna.
Weworden Haus Hildebrand von Weworden zu Drove  Pfarrer an St. Anna  Mehrer der Steufmehlspende  -1537-
In Düren Ost wurde die Wewordenstraße nach dem Theologen benannt.

## Kölner Landstraße 105
Auf einen weiteren Wohltäter verweist eine Gedenktafel an diesem Haus in der Kölner Landstraße.
Sperl-Haus  Stephan Laurenz von Sperl  Kurfürstlicher Rat und Kriegskommissar  Mehrer der Steufmehlspende  -1737-

## Rurstraße 37–39
Die Rentnerwohnungen in diesem Haus wurden 1959/60 aus den Mitteln einer anderen Stiftung erbaut. Sie geht auf die Eheleute Arnold und Adele Schoeller zurück, zu deren Erinnerung die an diesem Haus angebrachte Tafel gedacht ist.
Dieses Haus ist dem Andenken der Stifter Arnold Schoeller * 1847 † 1923 und seiner Gattin Adele geb. Matthias * 1857 † 1940 gewidmet

## Stürtzstraße 27
Dem Initiator der Dürener Rentnerwohnungen, Dr. Wilhelm Hofacker, wird mit einer Tafel am Hause Stürtzstraße 27 gedacht:
Stadtkämmerer Dr. Wilhelm Hofacker  Anreger und Förderer des Baus der Sozialrentnerwohnungen

## Galerie

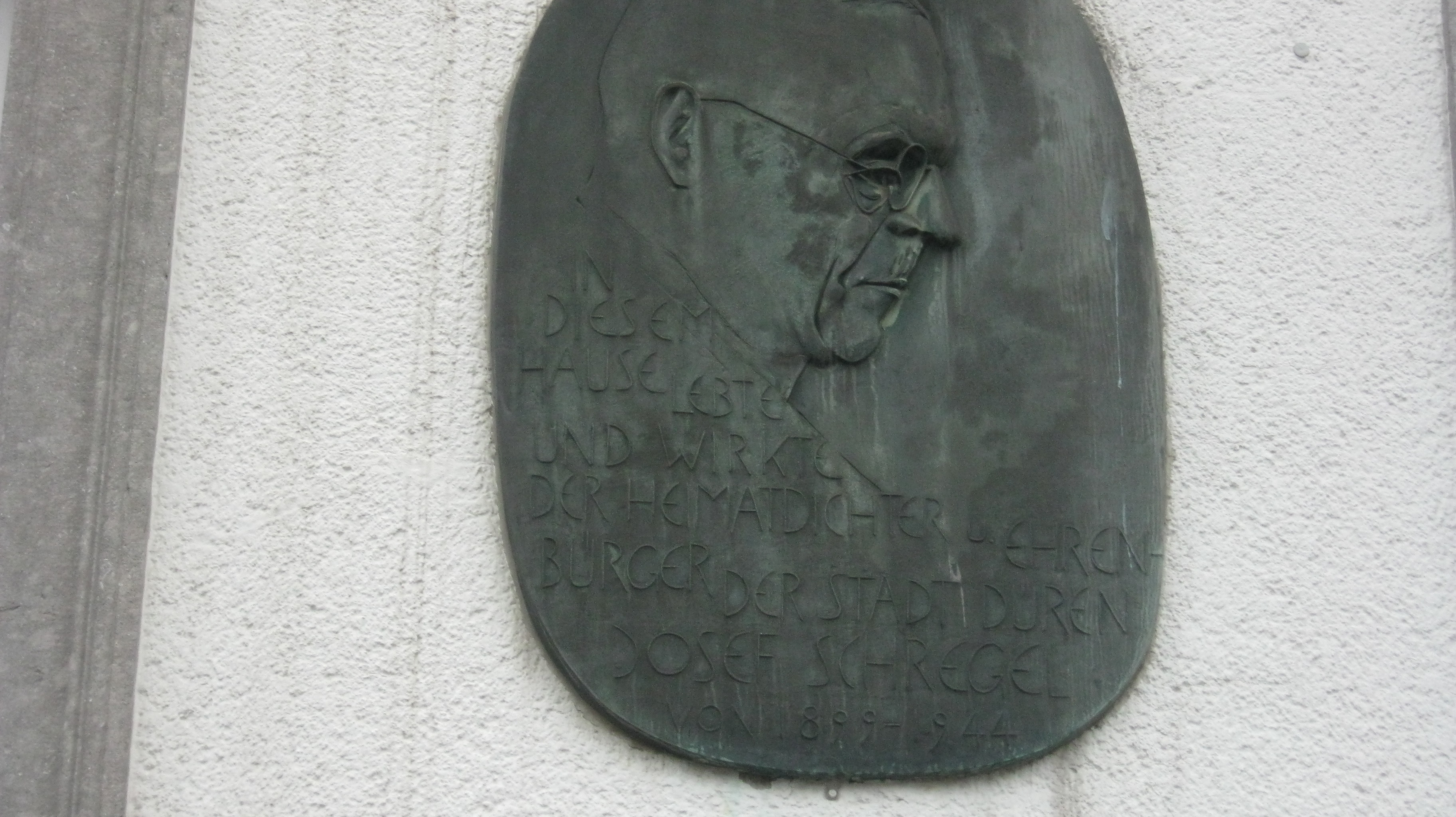
Josef-Schregel-Str. 40
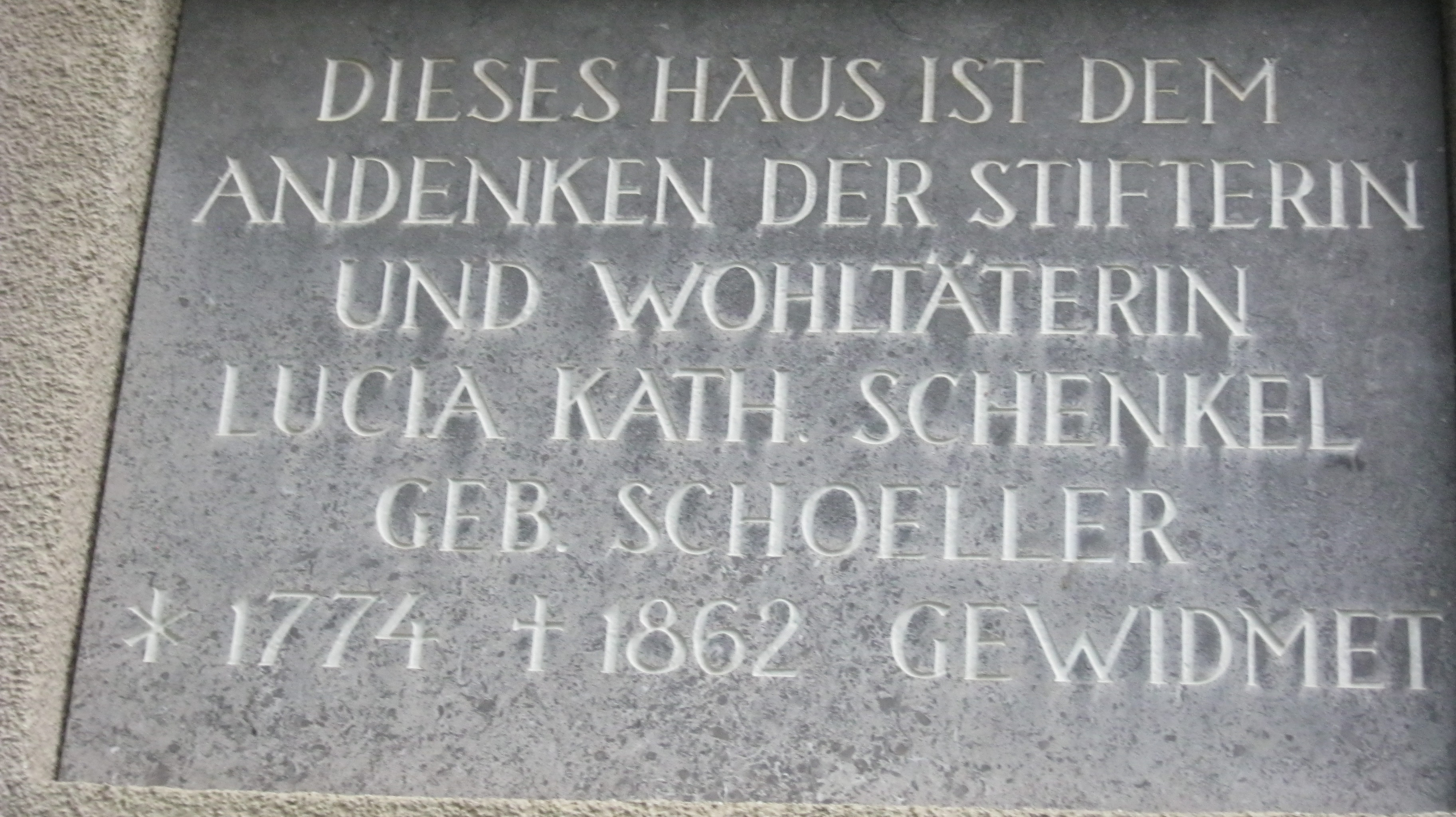
Girbelsrather Str. 37
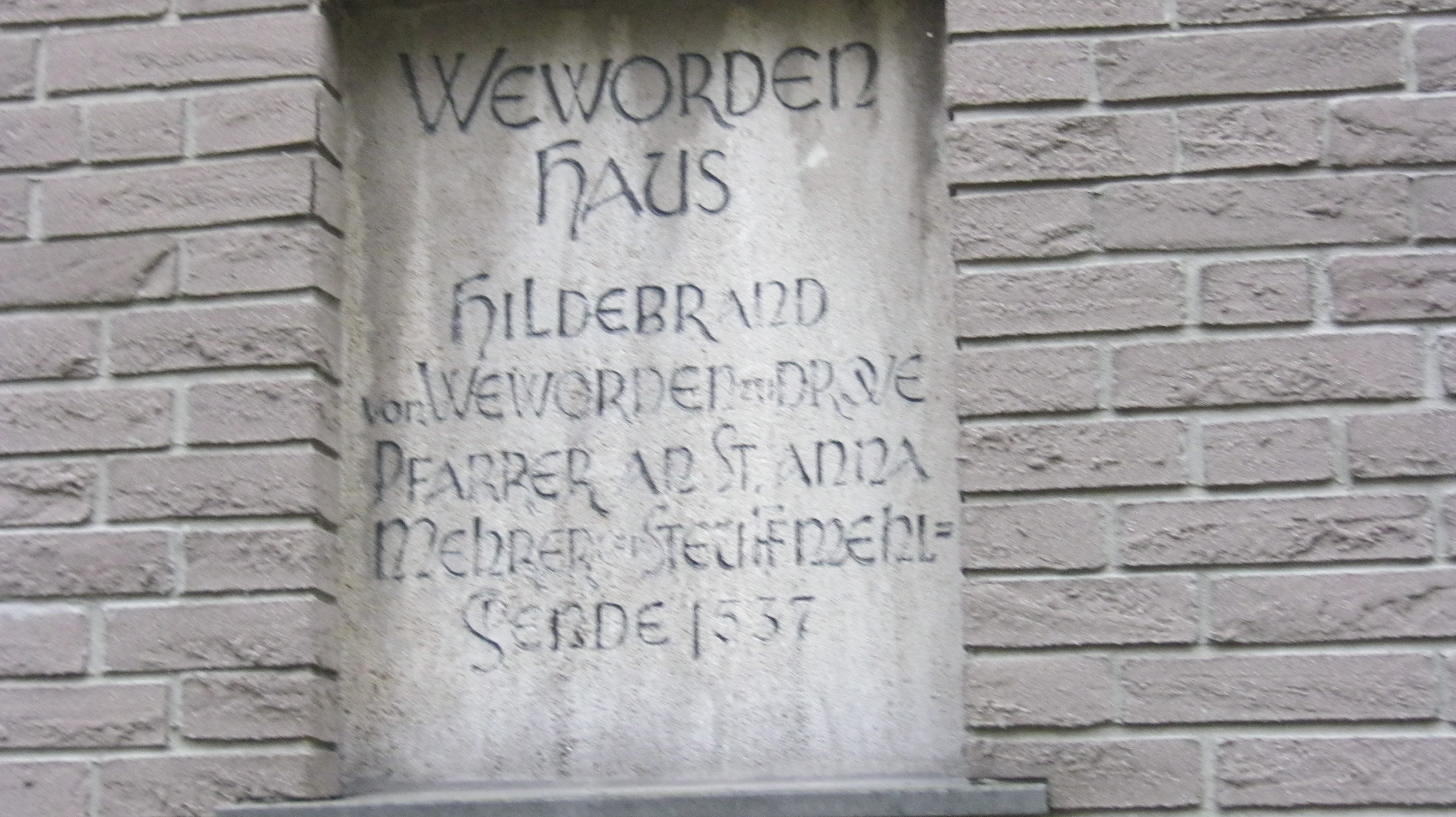
Robert-Koch-Str. 5
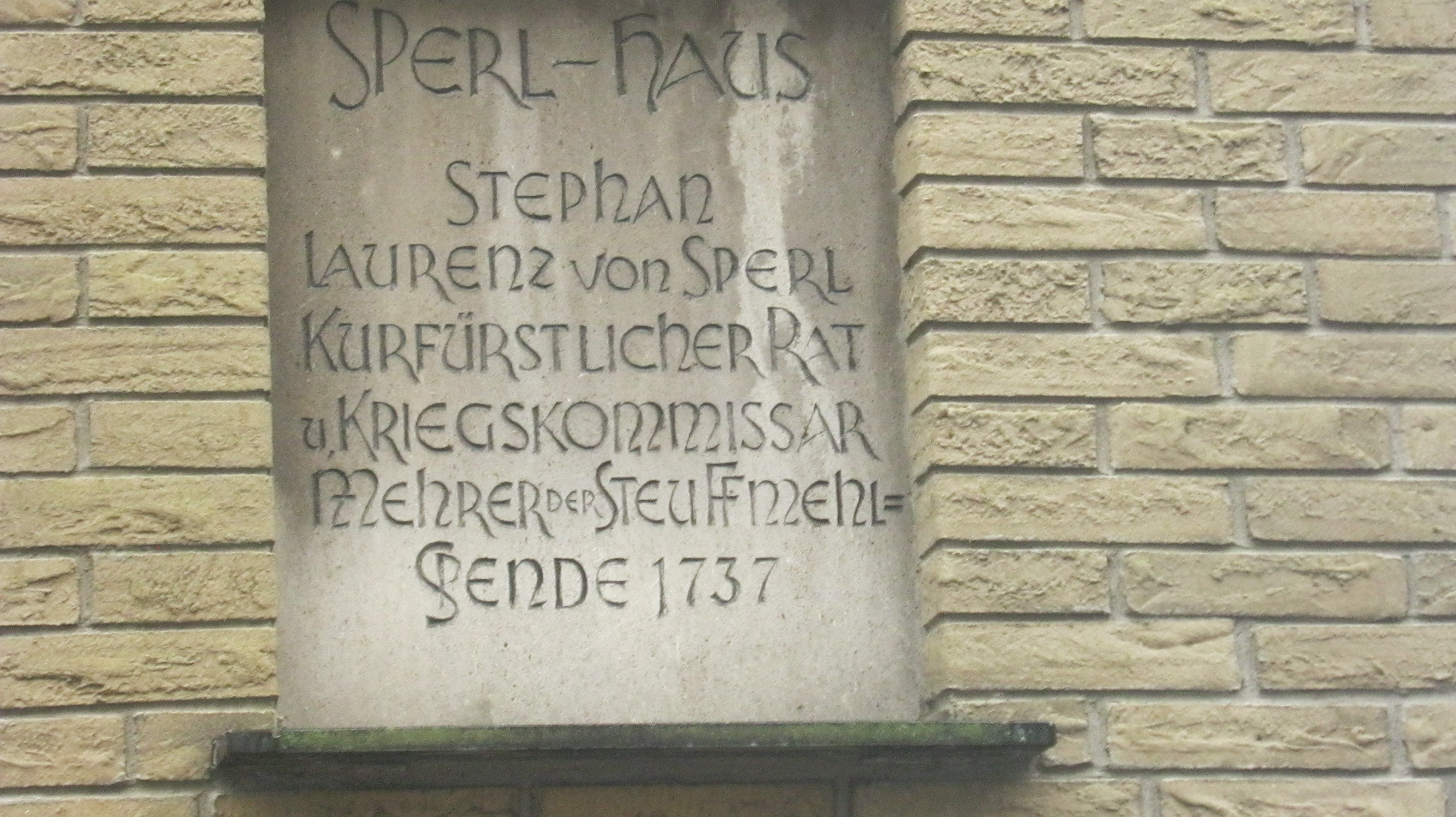
Kölner Landstr. 105